# Бунавад
Бунавадъ (Българско народно въздухоплавателно акционерно дружество) е първата българска авиокомпания. Дружеството е създадено на 22 ноември 1926 г. с договор между Царство България и немския авиоконцерн Junkers & Co като смесено българо-германско дружество за авиотранспорт. То обслужва първата българска редовна пътническа и пощенска авиолиния София-Русе-Варна с два самолета Junkers F 13 от 25 октомври 1927 г. и през 1928 година открива редовни въздушни граждански линии между най-важните български градове. Поради икономическата криза след т.нар. Голяма депресия довела авиокомпанията до фактически фалит и поставила в невъзможност българската държава да изпълнява договорните условия с германския си партньор то прекратява съществуването си в 1930 г. Въздушните съобщения и поща продължават да се поддържат от „Дирекцията на въздухоплаването“ на Царство България.
Следвоенен непряк наследник на Бунавадъ е Дирекция Въздушни съобщения към Министерството на транспорта и съобщенията (ДВС), която открива въздушни линии под името БВС (Български въздушни съобщения) и която с време се превръща в ТАБСО, БГА Балкан и наследници – България Еър и др.

## История
Към Министерството на железниците, пощите и телеграфите още в 1920 г. с база летище Божурище се открива „Отделение за въздухоплаване“, което с царски указ № 40 от 15 юли 1924 г. прераства в „Дирекция на въздухоплаването“. Преоборудваните военновременни самолети превозват от 1 до 4 пътника. Закупените за нуждата на Дирекцията 17 нови самолета превозват предимно поща и след неуспешни опити да се открият редовни въздушни пътнически линии, тази идея е изоставена.
От 25 септември 1925 г. започва работата по първото смесено българо-унгарско акционерно дружество „Бунавад“, финансирано от частни капитали, както и немски, на самолетостроителната фирма „Junkers“, разкрила концесионни фабрики в Швеция, Дания, Турция. През 1926 г. българската държава и германският самолетопроизводител „Юнкерс“ се договарят да се спомогне образуването на българска авиокомпания, която да ползва самолети марка „Юнкерс“. Договорът предвижда държавата да улесни кредити за купуването на самолети и да изразходва средства за откриване на въздушни линии. Официалното подписване е на 22 ноември 1926 г. На 25 януари 1927 г. Дирекцията на въздухоплаването сключва договор с частни български капитали под ръководството на д-р Димитър Точков представляващи Бунавадъ. На 9 февруари същата година договорът е утвърден от Народното събрание и е публикуван в Държавен вестник. С §1 от него „Бунавад“ получава изключителното право за експлоатация на въздушна линия над Дунава по трасе Видин-Русе-Варна в продължение на линията Виена-Будапеща-Русе-Варна-Цариград и също вътрешна линия София-Русе-Варна във връзка с европейската презбалканска линия София-Бургас. С §4 „Бунавад“ е задължен да извършва най-малко 2 полета седмично в двете посоки на направленията с 4 месечно прекъсване през зимата (от 1 декември до 31 март включително). С този договор е отпуснат на дружеството 10 милиона лева целеви безлихвен заем за закупуване на самолети и откриване на линиите. Дружеството поръчва два от популярните на времето самолета Junkers F 13 за приемане по-късно през годината. Доставени са два 6 местни моноплана „Junkers F-13“ – нископлощник с крилна площ 40 м, излетна маса – 2700 кг, пътна скорост 175 км/ч, таван 5000 м, мотор „Junkers L-2“ с 230 к.с. Самолетите са целометалически с характерната за фирмата гофрирана дуралова обшивка и носещи инициали „B-BUNA“ и „B-BUNB“. Този тип пътнически самолет масово се използва в целия свят в Европа, Близкия изток, Америка. Много известни полярни изследователи и учени, между които Роалд Амундсен, Фритьоф Нансен и Алберт Айнщайн летят с „Junkers F-13“ и са във възторг от него. Пътническият салон е с великолепен интериор, за разлика от скромната кабина на пилотите.
От самото начало Бунавадъ предлага пътнически и пощенско-товарни превози. На софийското летище Божурище на 25 октомври 1927 г. става освещаването на авиокомпанията при първия ѝ полет по маршрута София-Русе-Варна. Държавата е представена от о. з. подполковник Кимон Георгиев, министър на железниците и пощите, чието звание е променено на министър на железниците, пощите и въздухоплаването за случая. Известният авиационен пионер и летец изпитател от Юнкерс Фриц Хорн представя германската страна, като е пристигнал със самолет Junkers G.23. Присъстват и тогавашният кмет на София о. з. генерал Владимир Вазов, софийският митрополит Стефан, Констанца Ляпчева, съпруга на тогавашния министър-председател Андрей Ляпчев, съпругата на К. Георгиев, журналисти и много граждани. Двата Junkers F 13 на Бунавадъ са именувани на тържеството, като г-жа Георгиева (съпруга на Кимон Георгиев) кръщава самолета с регистрация B-BUNA „Ластовица“, а г-жа Ляпчева кръщава B-BUNB „Соколъ“. Самолетите изпълняват показни полети за печата и присъстващите, след което B-BUNA „Ластовица“ заминава по първия редовен полет на авиокомпанията. Тримата му пътници са посрещнати на Летище Варна от митрополит Симеон и голям брой граждани. Първите български марки за въздушна поща влизат в продажба на 7 ноември 1927 г. за пратките пренасяни от компанията. С компанията „Бунавад“ е сключен договор за превоз на кореспонденция и са отпечатани специални марки „Въздушна поща“ – съществуващи марки с цветни надпечатки на самолетно силуетче (емисии 7.11.1927, 15 април 1928 и 10 май 1928).
Впоследствие Бунавадъ открива линиите Видин-Русе-Варна и София-Пловдив-Бургас (според някои източници София-Бургас без междинно кацане).
В края на 1929 г., „Юнкерс“ се оттегля от договора, сключен през 1926 г. поради последиците от Голямата депресия. Бунавадъ продължава да действа сред драстично влошената делова конюнктура. Липсата на земна ориентировка и техническо осигуряване, както и недостатъчна подготовка на унгарските летци, допълнително затрудняват постигането на някаква рентабилност докато накрая компанията е принудена да се закрие на неизвестна дата през 1930 г. и договорът е прекратен. Бидейки победена страна в Първата световна война България в общи черти е лишена от правото да има своя авиация по силата на Ньойския договор. Това, наред с липсата на междуправителствени споразумения, до голяма степен предрешава съдбата на евентуални международни линии, замисляни от Бунавадъ или от други непоявили се български авиокомпании, въпреки че на 5 юли 1923 г. България ратифицира Международната конвенция за гражданско въздухоплаване и получава първия си отличителен международен знак за национална принадлежност на гражданските самолети – буквите „В-В“, а в 1931 г. се присъединява и към Варшавската конвенция за гражданска авиация, която допълва и разширява правилата за гражданското въздухоплаване с която е определен нов опознавателен знак за национална принадлежност, валидните и днес две букви „LZ“.

## Инфраструктура
Бургас е единственият град, обслужван от Бунавадъ, който е изградил напълно действащо международно летище към основаването на авиокомпанията. Скромна аерогара за пътници и поща е открита на летище Божурище за нуждите на Бунавадъ и други авиокомпании през 1927 г. Варна също открива „аеропристанище“ за откриването на Бунавадъ; впоследствие то е преместено на ново място. И останалите летища и аерогари са строени за полетите на новата авиокомпания.
Бунавадъ наема централа на главния софийски булевард Дондуков и има агентства на две места в София и във всеки обслужван град. Авиокомпанията наема и ремонтни помещения на летище Божурище.

## Редовни линии
- София-Русе-Варна и обратно
- Видин-Русе-Варна и обратно
- София-Пловдив-Бургас и обратно

## Парк
Всички полети са обслужвани от самолети тип Junkers F 13.